# むつ車体工業
有限会社むつ車体工業（むつしゃたいこうぎょう）は、青森県むつ市に本社を置き、自動車整備・販売業、貸切バス・乗合バス事業、タクシー事業などを営む企業である。
青森県バス協会会員、青森県タクシー協会会員。

## 会社概要
1974年（昭和49年）に創業者の齋藤博二が板金塗装業として開業、1979年（昭和54年）に有限会社として法人設立。その後に業容を拡大し、自動車整備、中古車販売、カーリース、自動車保険（損害保険代理店など、自動車に関する業務を広く手がけるようになった。現在は創業者の子息である齋藤憲一が2代目社長を務める。
SUBARU正規販売店「スバルショップむつ赤川店」として新車販売も行っており、新車・中古車ともスバル車だけでなく国産乗用車各社を取り扱う。福祉車両（トヨタのウェルキャブ、日産のライフケアビークルなど）の新車販売および修理・特装車改造も手掛ける。東北運輸局指定工場、青森県市町村職員共済組合指定店。
また、2011年（平成23年）に発生した東日本大震災の影響で、同年9月に破産した有限会社川内交通のバス事業を継承し、むつ車体バス事業部として「KKB 川内交通バス（かわうちこうつうバス）」ブランドで貸切バス事業および乗合バス事業を行っている。
そのほか「有限会社むつ車体工業 かぎもとタクシー」としてタクシー事業を行う。かぎもとタクシーの営業所所在地は、青森県むつ市柳町1丁目2-7。
2017年8月に会社創立50周年記念事業として、むつ市の子育て支援事業「こんにちは赤ちゃん事業」に自動車を1台寄付。むつ市子どもみらい部子育て支援課が「こんにちは赤ちゃん号」として運行開始することとなり、同年8月26日にむつ市役所玄関前で車両受領式・出発式が開催された。

## むつ車体バス事業部
貸切バス事業のほか、青森県立むつ工業高等学校、青森県立大湊高等学校のスクールバスを運行している。むつ市南赤川町の本社のほか、むつ市川内町にもバス車庫がある。
2015年9月15日、公益社団法人日本バス協会から貸切バス事業者安全性評価認定制度（セーフティバス）一ツ星認定を受けた。2020年12月25日現在も一ツ星認定事業者である。

### 路線バス
- 川内 - 湯野川線
  - 川内町 - 川内病院前 - せせらぎ荘前 - ふれあい温泉前 - 湯野川

1972年3月15日、国鉄バス下北本線の支線として開業。1987年4月1日の国鉄分割民営化によりJR東日本に継承され、翌1988年4月1日、JR東日本の自動車部門分社化によりJRバス東北に継承された。JRバス東北大湊営業所が「安部城線」として運行していたが、1990年10月14日にはジェイアールバス東北の合理化により路線休止となった。翌1991年10月1日より町が主体（当時は下北郡川内町）の廃止代替バスとして運行開始、川内交通に運行を委託した。
のちに、むつ車体工業が路線を引き継いで運行している。

### 車両
2020年12月現在、貸切車14台（大型・中型・小型車）、路線車2台（マイクロバス）を保有する。

#### 車種

##### 貸切車
以下の車種を保有する。大型車はスーパーハイデッカー。
大型車
- 日野・セレガ（2代目）
- 三菱ふそう・エアロクィーン
  - エアロクィーン（3代目）
  - エアロクィーンII
  - エアロクィーンMV - 川内交通からの引き継ぎ車両
- いすゞ・ガーラ（初代）- 川内交通からの引き継ぎ車両

中型車
- 日野・セレガ ハイデッカショート（2代目）
- 日野・メルファ

小型車
- 日野・メルファ7
- 日野・レインボー7M - 川内交通からの引き継ぎ車両

##### 路線車
路線バス「川内 - 湯川線」では、川内交通時代と同様にマイクロバスを使用する。
- 三菱ふそう・ローザ（4代目前期型）- 現行車両
- 三菱ふそう・ローザ（3代目後期型）- 川内交通からの引き継ぎ車両

#### 塗色
貸切車のデザインは、当初は有限会社川内交通から引き継いだ車両は塗色を変えず、車体全面の行灯を「KKB 川内交通バス」のロゴに変更したのみで使用していた。川内交通時代からの旧デザインは、白基調にエメラルドグリーンとワインレッドの2色で、車体前面に「K」をモチーフとしたマークを描き、車体側面は2色の帯で塗り分け、金色で「KAWAUCHI」の文字が描かれていた。
のちに川内交通から引き継いだ車両も含めて塗色を変更し、むつ車体工業オリジナルデザインを採用した。新塗色は、車体側面に大きく金色の「KKB」のロゴと側面後部に「KAWAUCHI KOTSU BUS」の文字、白のグラデーションで恐山（恐山山地）のシルエットを描いた、華やかなデザインとなっている。地色は赤、緑、白、茶など車両・車種により様々である。さらにフラッグシップ車の2代目セレガと3代目エアロクィーンは、アクセントピラーを金色とし、山のシルエットに星々を描き加えて豪華さを演出している。
路線車のマイクロバスは、白1色の塗装に「川内交通バス KKB」のステッカーを貼付した簡素なデザインとなっている。